# Listen Without Prejudice
Listen Without Prejudice, egentligen Listen Without Prejudice Vol. 1, är ett musikalbum av George Michael, utgivet 3 september 1990.

## Låtar
1. Praying For Time
2. Freedom 90
3. They Won't Go When I Go
4. Something To Save
5. Cowboys And Angels
6. Waiting For That Day
7. Mothers Pride
8. Heal The Pain
9. Soul Free
10. Waiting (Repris)